# Petalostomella
Petalostomella é um gênero de traça pertencente à família Agonoxenidae.